# François Bard
Pour les articles homonymes, voir François Bard (amiral) et Bard.
François Bard, né le 1er octobre 1959 à Lille, est un artiste peintre français. Il vit et travaille en Provence.

## Biographie
François Bard naît le 1er octobre 1959 à Lille.

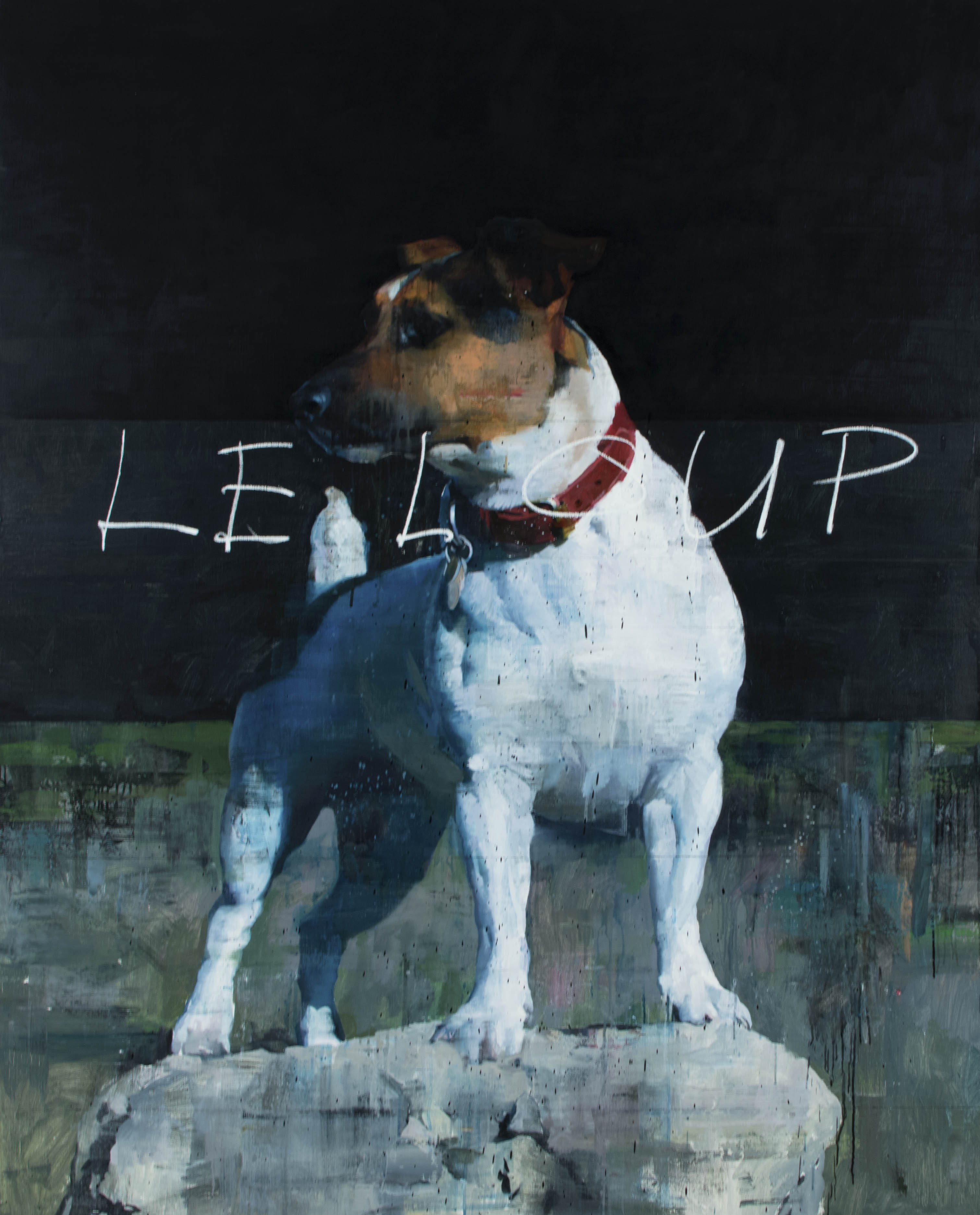
Le loup.

Il est élève de l'École des Beaux-Arts de Paris de 1978-1980, dans l'atelier de Guignebert, et est pensionnaire de la Casa de Velázquez à Madrid de 1988 à 1990.
Il participe à des expositions collectives à Paris, au Salon de la Jeune Peinture en 1979, au Salon d'Automne en 1980, au Salon des Artistes Français en 1982 et 1988.
Il décroche le premier prix Belmondo en 1990.[réf. nécessaire] 
Ensuite, il est professeur aux Ateliers Beaux-Arts de la ville de Paris de peinture à l’huile à Paris de 1990 jusqu'à 2000.
Son œuvre présente des formes abstraites habilement dessinées, évoquant les pièces d'un puzzle, mises en relief sur des aplats de couleur.

### Vie privée
Il est marié à la décoratrice Fabienne Santrot.

## Expositions

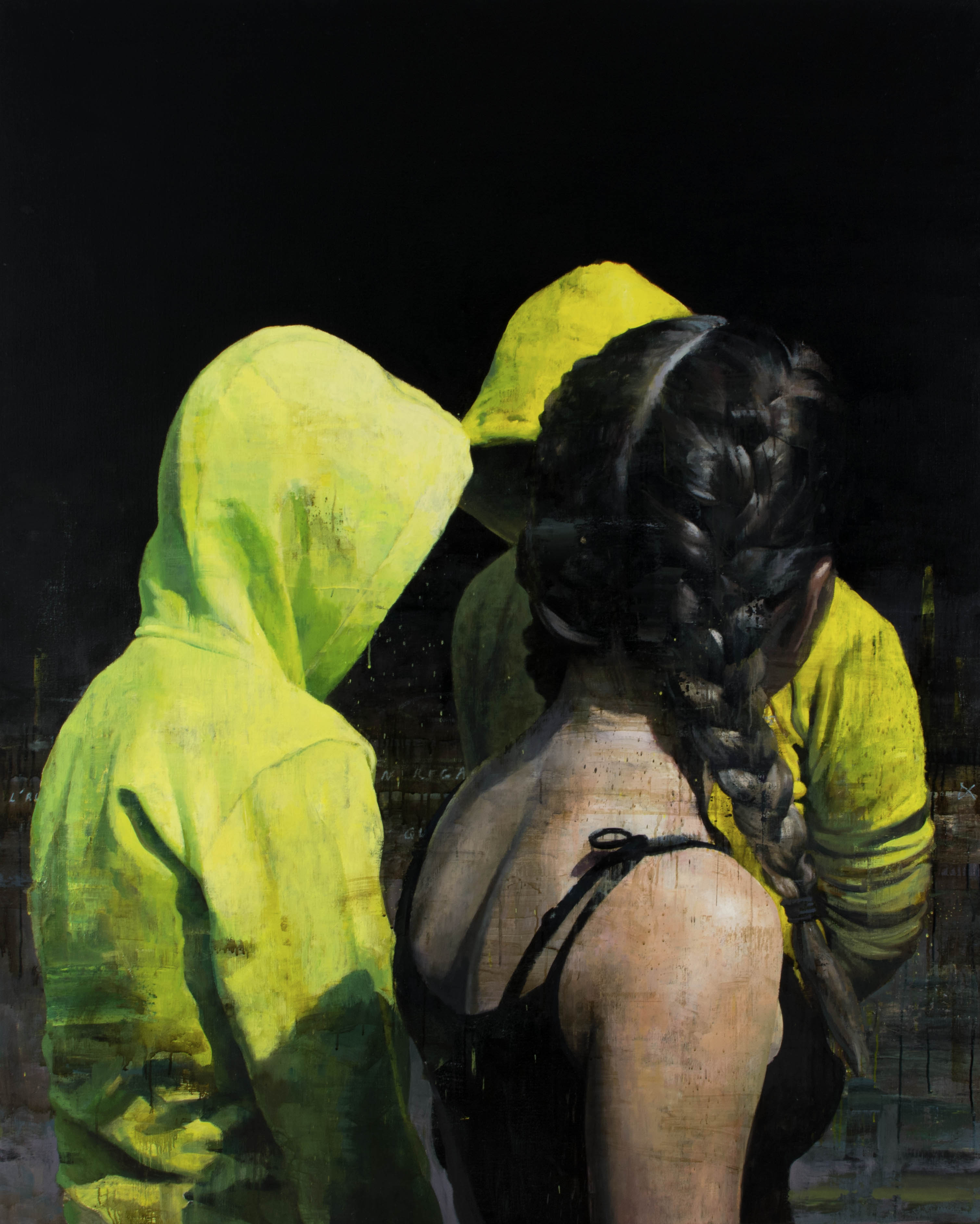
Le complot.

- 2021 : Moi, Je, UMAM, Château-Musée Grimaldi, Cagnes-sur-Mer, France[4]
- 2020 : François Bard - Jérôme Borel, Art Paris, Grand Palais, Paris
- Echo of the world Waltman Ortega Fine Art, Miami, USA
- 2019 : Liberté, Liberté Chérie, UMAM, Espace Lympia, Nice[5]
- Birds of a feather fly together, Herman Krikhaar Foundation, Salernes, France
- 2017 : Pendant que le loup n'y est pas, Galerie Olivier Waltman, Paris
- 2016 : The Paths of Glory, Waltman Ortega Fine Art, Miami, USA
- 2015 : Ainsi soient-ils, Galerie Olivier Waltman, Paris
- 2013 : Figure, Galerie Olivier Waltman, Paris
- 2012 : Si Loin, Galerie Olivier Waltman, Paris
- Not Guilty, Bertrand Delacroix Gallery, New York, USA
- Tensions, Mazel Gallery, Bruxelles, Belgique

### Filmographie
- Sur le monde à pas silencieux, documentaire sur François Bard réalisé par Olivier Delahaye, Production Odelion Films, 2006, durée: 22 min 15 s